# Leptobatopsis nigricapitis
Leptobatopsis nigricapitis là một loài tò vò trong họ Ichneumonidae.